# Пелерія
Пелерія (рум. Pălăria) — село у Синжерейському районі Молдови. Входить до складу комуни, адміністративним центром якої є село Цамбула.

## Населення
За даними перепису населення 2004 року у селі проживали 82 особи.
Національний склад населення села:
| Національність       | Кількість осіб | Відсоток |
| -------------------- | -------------- | -------- |
| українці             | 54             | 65,9%    |
| молдавани            | 18             | 22,0%    |
| росіяни              | 7              | 8,5%     |
| гагаузи              | 1              | 1,2%     |
| поляки               | 1              | 1,2%     |
| інша / без відповіді | 1              | 1,2%     |
| Всього               | 82             | 100%     |